# Raška (Stadt)
Raška (serbisch-kyrillisch Рашка, deutsch: Raschka) ist eine Kleinstadt in Serbien am Fluss Ibar. 
Sie hat 6.619 Einwohner (Stand 2002). Nach der Stadt ist der dortige Verwaltungsbezirk Okrug Raška benannt, dessen Verwaltungssitz jedoch Kraljevo ist.

## Verkehr
Durch den Ort verläuft die transeuropäische Bahnstrecke Kraljevo – Fushe Kosovo und die Magistralstraße 22 (Belgrad - Kraljevo - Novi Pazar - Montenegro). Von dieser zweigt in Raska die Magistralstraße 31 ab, die zum 12 km südlicher gelegenen Grenzübergang Jarinje und weiter nach Mitrovica verläuft.

## Sehenswürdigkeiten
In der Nähe der Stadt befinden sich die Überreste von Stari Ras, ehemalige Hauptstadt des Fürstentums Raszien.

## Persönlichkeiten
- Branko Jovičić (* 1993), Fußballspieler